# 문자보급운동
문자보급운동은 한반도의 일제강점기 중인 1920~30년대 독립에 필요한 충분한 실력 양성을 위해 민족주의 계열이 주도한 문맹 퇴치 및 한글 보급 운동이다. 3·1 운동 이후 즉각적 독립에 대해 회의적인 지식인들이 생겨났고, 문화통치로 전환됨에 따라 일제의 탄압이 약화되면서 지속되었으나 일제의 탄압 등으로 실패했다.

## 활동내용

### 민립 대학 설립 운동
당대 조선인들은 일제의 식민지 우민화 교육으로 인해 저급한 실업 교육만 받던 상태였다. 또한 일제는 대학 등 고등교육기관의 설립을 불허하였다. 이에 민족의 힘으로 대학을 설립하여 고등 교육을 통한 민족 역량을 강화하자는 취지에 따라 전개되었다 이상재와 한규설이 주도하여 조선 교육회를 설립해 조선민립대학기성회를 결성했고 모금운동을 전개하였다. 그러나 가뭄과 수해로 모금이 저조했고, 일제의 방해로 실패했다. 

### 문맹 퇴치운동
일제의 식민지 차별 교육정책으로 인해 1930년 무렵 문맹률은 약 70%였고, 취학률은 20% 정도였다. 같은 역사를 가지고 같은 언어를 사용해야 민족의 동질성과 일체감을 확보하고 단결할 수 있으며 민족정신을 고양시킬수 있는데, 당시 조선인의 문맹률은 너무 높았다. 심각성을 깨달은 민족 지도자들은 문맹 퇴치를 위해 적극적으로 한글보급에 앞장섰다. 언론사들도 이 운동에 동참했다. 
1931년 동아일보가 농촌계몽운동인 브나로드 운동을 전개하여 이때 다수의 구성원이던 대학생로 조직된 계몽대가 각 지방에 나아가 한글·산술을 가르치고 보건위생 교육을 하였다. 1931년~1934년까지 계몽대원 수가 5,750명, 강습활동 지역이 1,320개에 이르렀다.
조선일보는 1929년 여름부터 1934년까지 6년간 "아는 것이 힘, 배워야 산다."라는 표어아래 문자보급운동이라는 문맹 퇴치 운동을 했다. 조선어학회에서도 1931년에 전국 순회 조선어 강습회를 여는 등 민족 계몽 운동에 불이 붙었다.

## 일제의 방해
문자보급운동이 민족의식 고취와 계몽운동으로 확대되어가자 일제는 1934년 문맹 퇴치운동을 강제로 금지시켰다. 조선 농촌의 가난과 고통이 식민체제에서 비롯된 게 아니라 농민들의 무지와 게으름에 원인이 있다고 몰아가며 농촌의 게으름과 낭비를 몰아내고 근대화한다며 농촌진흥운동이란 것을 관주도로 진행했다. 조선 총독부는 근검절약, 근면성실을 강조하며 마을회관(공회당) 건립, 금주금연운동, 절미운동, 가마니 짜기, 공동경작, 빚 갚기 등을 1932년 7월부터 1940년 겨울까지 진행하였다. 
일제의 탄압에도 불구하고 문자 보급운동은 일부 학생들에 의해 비밀리에 이어졌다. 조선일보도  1935년과 1936년 겨울에 《한글 원본》을 각각 10만 부, 50만 부씩 제작하여 배포하였다. 문자 보급 운동이 벌어지던 당시 농촌 사회의 풍경은 <상록수>와 같은 문학 작품의 소재가 되기도 하였다. 